# Manuae (Isole della Società)
Manuae (chiamata anche Fenua Ura o Putai dai tahitiani, Scilly dagli inglesi) è un atollo facente parte dell'arcipelago delle Isole della Società, precisamente nel gruppo delle Isole Sottovento, nell'Oceano Pacifico. Amministrativamente è ricompresa nel comune di Maupiti, a propria volta appartenente al dipartimento d'Oltremare delle Isole Sottovento, nella Collettività d'Oltremare della Polinesia Francese.

## Struttura, flora e fauna
Manuae presenta la conformazione caratteristica degli atolli, essendo costituita da un anello di motu (piccoli isolotti di sabbia) di non più di 6-7 metri di larghezza, separati da strettissimi bracci di mare, profondi pochi metri (o, in qualche caso, poche decine di centimetri).
Pressoché l'intero anello è ricoperto da una lussureggiante vegetazione di palme da cocco.
La laguna è stata dichiarata riserva naturale nel 1992 ed è popolata, tra le altre specie, da tartarughe verdi (che a partire dal novembre di ogni anno giungono sulle spiagge di Manuae per deporre le proprie uova) e da una moltitudine di ostriche (stimate in 3-4 milioni).

## Storia
Manuae fu visitata per la prima volta dall'esploratore inglese Samuel Wallis nel 1767, che vi fondò un villaggio, a breve abbandonato. I resti del centro abitato sono tutt'oggi visibili nella parte settentrionale dell'atollo.
Nel 1855 Manuae fu teatro del naufragio della nave Julie Ann, i cui superstiti vissero qui per oltre due mesi prima di riuscire a costruire un'imbarcazione per raggiungere Raiatea.
Nel XX secolo l'atollo fu frequentato da coltivatori di palme da cocco (intensissima la produzione della copra, oltre 70 tonnellate l'anno) e da pescatori. Le attività di sfruttamento sono però oggi fortemente limitate, a seguito della trasformazione dell'atollo in riserva naturale.